# استر اپلین
استر اپلین (زادنام ریچاردز؛ ۲۴ نوامبر ۱۸۹۵ – ۲۳ ژوئیه ۱۹۷۲) یک زمین‌شناس و دیرین‌شناس آمریکایی بود. او مدرک کارشناسی خود را در سال ۱۹۱۹ از دانشگاه کالیفرنیا، برکلی دریافت کرد و بعدها مدرک فوق لیسانس خود را با تمرکز بر ریزسنگواره به پایان رساند.
اپلین یکی از پیشگامان استفاده از ریزسنگواره برای تعیین سن تشکیل سنگ‌ها بود، به‌ویژه برای کاربرد در اکتشاف نفت در منطقه خلیج مکزیک. وظیفه او بررسی ریزسنگواره‌های جمع‌آوری‌شده از سوراخ‌های حفاری (به‌ویژه فورامینفرها) برای تعیین سن سنگ‌هایی بود که شرکت در حال حفاری آن‌ها بود.
اکتشافات اپلین برای عملیات حفاری موفق در سراسر صنعت نفت بسیار حیاتی بود. علاوه بر این، مشارکت او در زمین‌شناسی و مطالعه ریزسنگواره نقش مهمی در کسب احترام زنان زمین‌شناس در این حوزه داشت.

## اوایل زندگی و تحصیل
اپلین با نام استر ریچاردز در ۲۴ نوامبر ۱۸۹۵ در نیوارک، اوهایو به دنیا آمد. پدرش گری ریچاردز، مهندس عمران در ارتش ایالات متحده بود و مادرش جنی دوور نام داشت. به دلیل شغل پدرش، او در شهرهای مختلف اوهایو زندگی کرد و بعدها در فورت دس موین، آیووا سکونت داشت و نهایتاً در سن ۱۲ سالگی به سانفرانسیسکو نقل مکان کرد.
ریچاردز از سال ۱۹۰۷ تا ۱۹۲۰ به همراه خانواده‌اش در جزیره آلکاتراز زندگی کرد. پدر او در ساخت زندان فدرال آلکاتراز مشغول به کار بود. استر از جزیره با کشتی برای رفت‌وآمد به مدرسه، شامل دبیرستان و سپس دانشگاه، استفاده می‌کرد.
ریچاردز از دانشگاه کالیفرنیا، برکلی در سال ۱۹۱۹ با مدرک افتخاری در رشته‌های سنگواره‌شناسی، زمین‌شناسی و جغرافیای طبیعی فارغ‌التحصیل شد.
در سال ۱۹۲۰، او کالیفرنیا را ترک کرد و به هیوستون نقل مکان کرد تا برای شرکت نفت ریو براوو کار کند؛ جایی که توسط ادوین تی. دامبل استخدام شد.
در دوران تحصیل در برکلی، ریچاردز تمرکز خود را بر روی سنگواره‌های بزرگ‌تر گذاشته بود. با این حال، این آموزش نظری برای حفاری‌های زیرزمینی چندان مفید نبود، زیرا بقایای سنگواره‌ها در نمونه‌های حفاری‌شده بسیار کوچک بودند و شناسایی مؤثر آن‌ها دشوار بود.
او تشخیص داد که ریزسنگواره‌های موجود در نمونه‌های حفاری می‌توانند برای تطبیق تشکیلات زیرزمینی سنگ‌ها مفید باشند. سپس به کالیفرنیا بازگشت و به مطالعه ریزسنگواره‌شناسی پرداخت و مدرک فوق‌لیسانس خود را دریافت کرد.
در سال ۱۹۲۳، ادوین تی. دامبل به‌طور مکرر استر ریچاردز را برای کار در میادین خارجی همراه با پل اپلین، یک زمین‌شناس میدانی مجرد، منصوب می‌کرد. رابطه آن‌ها به مرور زمان شکل گرفت، و آن‌ها در همان سال ازدواج کردند.
او دو فرزند داشت: دختری به نام لوییس (متولد ۱۹۲۶) و پسری به نام پل جونیور (متولد ۱۹۲۷).

## حرفه و دستاوردها
در سال ۱۹۲۱، اپلین مقاله‌ای را در امهرست، ماساچوست ارائه داد و نظریه خود را بیان کرد که ریزسنگواره‌ها می‌توانند در اکتشاف نفت، به‌ویژه تعیین سن تشکیل سنگ‌ها در منطقه خلیج مکزیک، مورد استفاده قرار گیرند. نظریه او توسط زمین‌شناسان با تجربه بیشتر تمسخر شد و توسط پروفسور جی.جی. گالوی از دانشگاه تگزاس در آستین رد گردید.
گالوی بیان کرد: «آقایان، این دختر تازه‌فارغ‌التحصیل‌شده به ما می‌گوید که می‌توانیم با استفاده از فورامینفرها سن تشکیل را تعیین کنیم. آقایان، شما می‌دانید که چنین چیزی امکان‌پذیر نیست.»
با این حال، گالوی بعدها از اکتشافات اپلین بهره‌برداری کرد و این فرایند را برای ارائه مشاوره به شرکت‌های نفتی مختلف به کار گرفت.